# تشاتشاك
تشاتشاك (Čačak) مدينة وبلدية تبعد 140 كلم جنوب بلغراد عاصمة صربيا .

## المناخ
يظهر الجدول التالي التغييرات المناخية على مدار السنة لتشاتشاك:
| البيانات المناخية لـتشاتشاك       | البيانات المناخية لـتشاتشاك | البيانات المناخية لـتشاتشاك | البيانات المناخية لـتشاتشاك | البيانات المناخية لـتشاتشاك | البيانات المناخية لـتشاتشاك | البيانات المناخية لـتشاتشاك | البيانات المناخية لـتشاتشاك | البيانات المناخية لـتشاتشاك | البيانات المناخية لـتشاتشاك | البيانات المناخية لـتشاتشاك | البيانات المناخية لـتشاتشاك | البيانات المناخية لـتشاتشاك | البيانات المناخية لـتشاتشاك |
| الشهر                             | يناير                       | فبراير                      | مارس                        | أبريل                       | مايو                        | يونيو                       | يوليو                       | أغسطس                       | سبتمبر                      | أكتوبر                      | نوفمبر                      | ديسمبر                      | المعدل السنوي               |
| --------------------------------- | --------------------------- | --------------------------- | --------------------------- | --------------------------- | --------------------------- | --------------------------- | --------------------------- | --------------------------- | --------------------------- | --------------------------- | --------------------------- | --------------------------- | --------------------------- |
| متوسط درجة الحرارة الكبرى °م (°ف) | 3.7 (38.7)                  | 6.6 (43.9)                  | 12.2 (54.0)                 | 16.5 (61.7)                 | 21.1 (70.0)                 | 24.7 (76.5)                 | 26.8 (80.2)                 | 27.1 (80.8)                 | 23.5 (74.3)                 | 17.8 (64.0)                 | 10.0 (50.0)                 | 5.4 (41.7)                  | 16.3 (61.3)                 |
| المتوسط اليومي °م (°ف)            | 0.1 (32.2)                  | 2.5 (36.5)                  | 7.0 (44.6)                  | 11.0 (51.8)                 | 15.5 (59.9)                 | 19.0 (66.2)                 | 20.7 (69.3)                 | 20.6 (69.1)                 | 17.2 (63.0)                 | 12.4 (54.3)                 | 6.1 (43.0)                  | 2.2 (36.0)                  | 11.2 (52.2)                 |
| متوسط درجة الحرارة الصغرى °م (°ف) | −3.4 (25.9)                 | −1.6 (29.1)                 | 1.8 (35.2)                  | 5.5 (41.9)                  | 10.0 (50.0)                 | 13.3 (55.9)                 | 14.7 (58.5)                 | 14.2 (57.6)                 | 11.0 (51.8)                 | 7.0 (44.6)                  | 2.3 (36.1)                  | −1.0 (30.2)                 | 6.1 (43.1)                  |
| الهطول مم (إنش)                   | 57 (2.2)                    | 52 (2.0)                    | 55 (2.2)                    | 64 (2.5)                    | 87 (3.4)                    | 86 (3.4)                    | 76 (3.0)                    | 61 (2.4)                    | 60 (2.4)                    | 62 (2.4)                    | 73 (2.9)                    | 69 (2.7)                    | 802 (31.5)                  |
| المصدر: Climate-Data.org          |                             |                             |                             |                             |                             |                             |                             |                             |                             |                             |                             |                             |                             |

## معرض صور

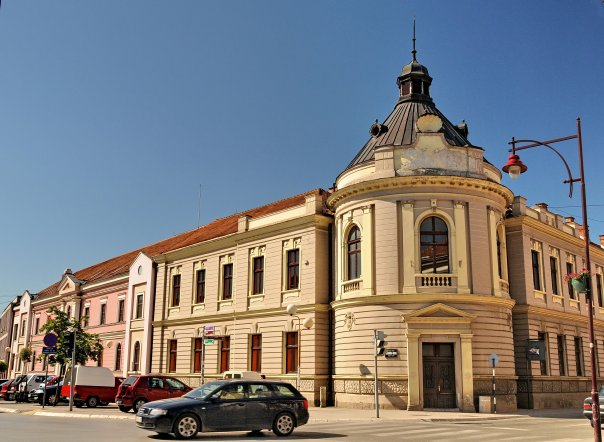
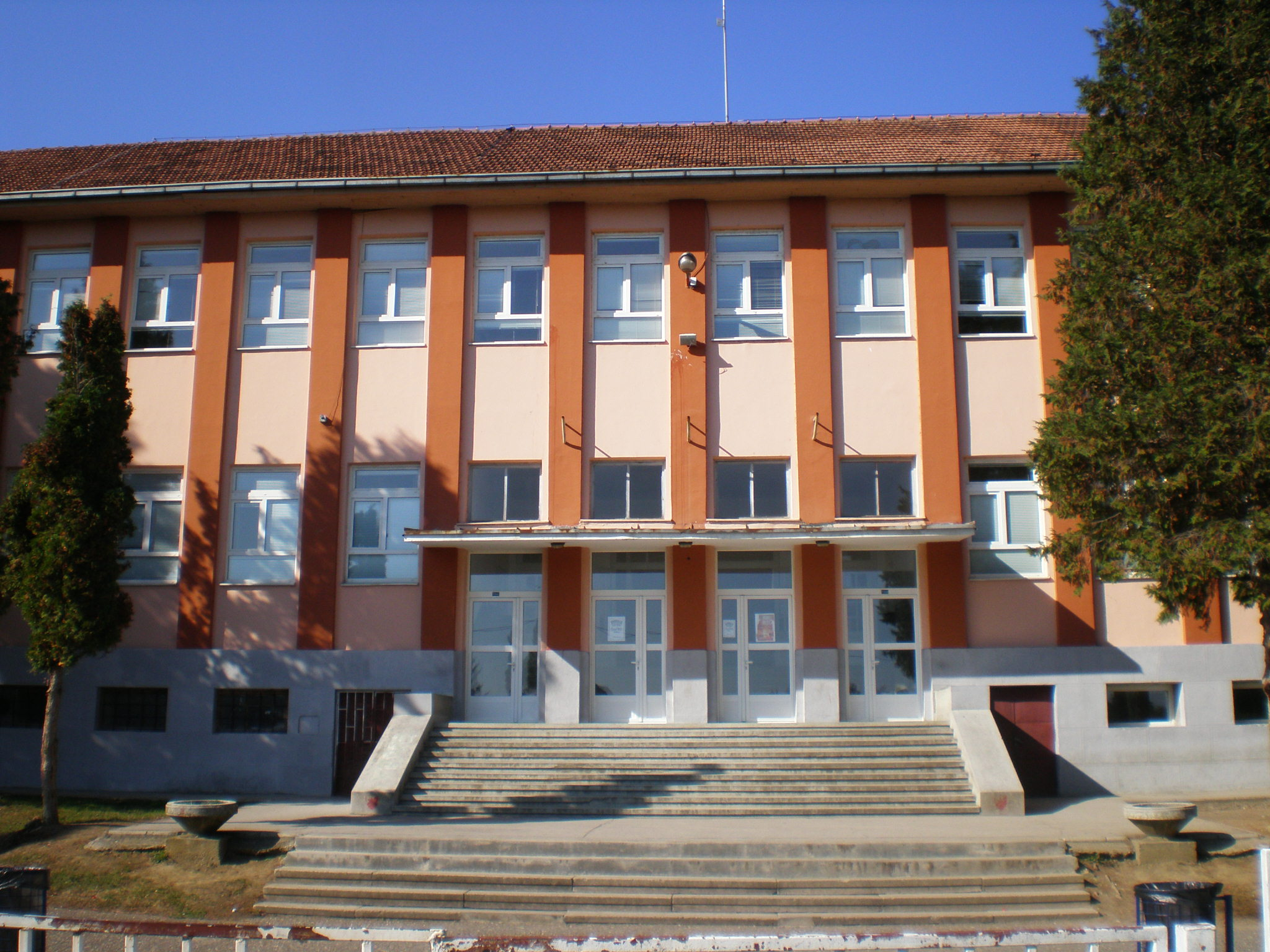
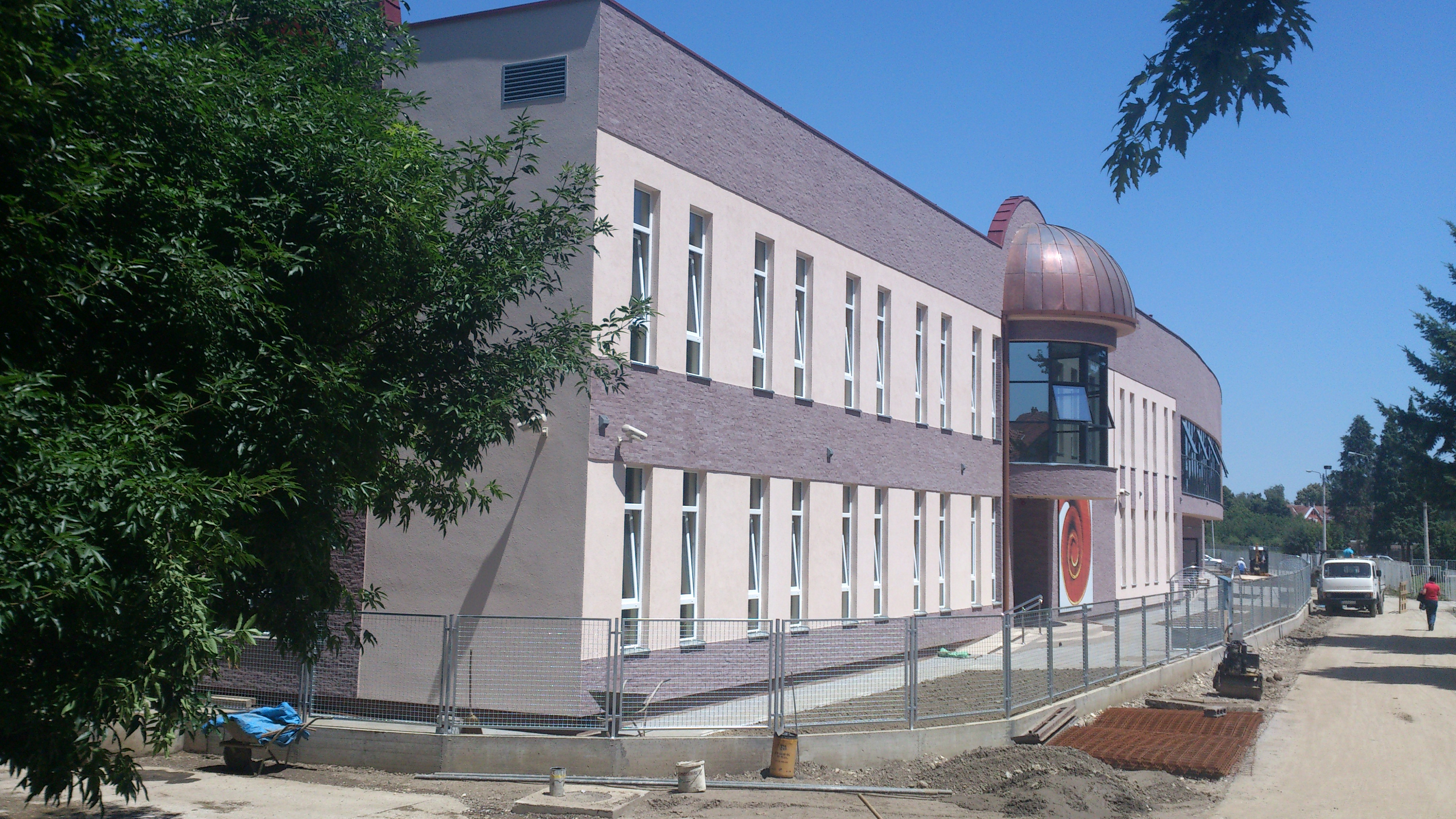
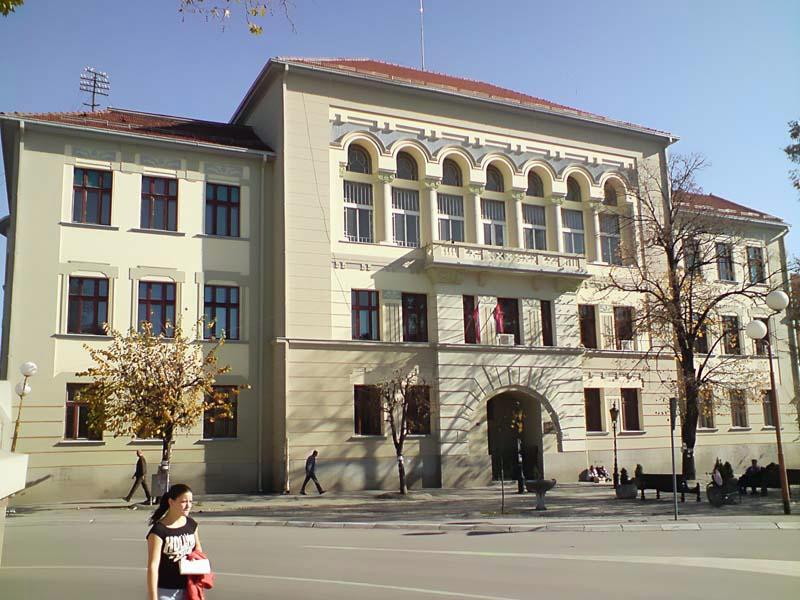

## توأمة
لتشاتشاك اتفاقيات توأمة مع كل من:
- سوتشي
- تورتشينسكي تيبليتسي
- كاتريني
- برزنو
- بارانافيتشي (2013 - )
- كوفروف
- روزا
- فالاشسكي ميزيريتشي
- Bratunac [الإنجليزية]‏
- تونون لو بان
- Filippoi [الإنجليزية]‏
- Han Pijesak [الإنجليزية]‏

## أعلام
- لازار ماركوفيتش
- جيلكو أوبرادوفيتش
- نستور ميلوفانوفيتش